# Peracarida
Peracarida — надряд ракоподібних класу Вищі ракоподібні (Malacostraca). Цей великий надряд об'єднує дуже різних як за зовнішнім виглядом, так і за способом життя ракоподібних, що мешкають у морі, у прісних водах і на суші, що повзають по дну і плавають у товщі води, здебільшого вільноживучі, але частково і паразитуючі на інших тварин. Проте всі вони мають деякі загальні ознаки, що вказують на їх спорідненість між собою.

## Опис
Голова всіх Peracarida зростається з одним або зрідка з двома передніми грудними сегментами, кінцівки яких перетворюються на ногощелепи. Права і ліва жвали влаштовані по-різному: на лівій зазвичай є рухома пластинка, що відсутня на правій. Самиці виношують яйця під грудьми у виводковій сумці, що утворена спрямованими всередину листоподібними відростками грудних ніжок (тільки у ряду Thermosbaenacea виводкова сумка міститься на спинній стороні тіла, під карапаксом). З яєць виходять майже цілком сформувані молоді рачки, так що справжніх личинок у перакарид немає.

## Класифікація
Надряд містить такі ряди:
- Бокоплави (Amphipoda) Latreille, 1816
- Кумові (Cumacea) Krøyer, 1846
- Рівноногі (Isopoda) Latreille, 1817
- Лофогастриди (Lophogastrida)G. O. Sars, 1870
- Mictacea Bowman, Garner, Hessler, Iliffe & Sanders, 1985
- Мізиди (Mysida) A. H. Haworth, 1825
- †Pygocephalomorpha Beurlen, 1930
- Спелеогрифові (Spelaeogriphacea) Gordon, 1957
- Stygiomysida Tchindonova, 1981
- Tanaidacea Dana, 1849
- Термосбенові (Thermosbaenacea) Monod, 1927